# Długoprzędka
Długoprzędka (Dolichothele) – rodzaj pająków z infrarzędu ptaszników i rodziny ptasznikowatych. Obejmuje 10 opisanych gatunków. Zamieszkuje Amerykę Południową od środkowej Boliwii po południową część Brazylii.

## Morfologia
Ptaszniki o ciele średnich rozmiarów, mocno obrośniętym szczecinkami, często z wzorem barwnym. Mają karapaks o słabo wyodrębnionej części tułowiowej. Oczy umieszczone są na słabo wyniesionym, szerszym niż dłuższym wzgórku. Oczy pary przednio-bocznej leżą bardziej z przodu niż pary przednio-środkowej, zaś oczy pary tylno-bocznej bardziej z tyłu niż pary tylno-środkowej. Szczękoczułki pozbawione są rastellum. Znacznie szersza niż dłuższa warga dolna wyróżnia długoprzędki od wszystkich pozostałych Ischnocolinae z wyjątkiem rodzaju malec. Na wardze dolnej znajduje się od 2 do 10 kuspuli, co stanowi liczbę znacznie mniejszą niż u innych neotropikalnych Ischnocolinae z wyjątkiem malców. Szczęki dysponują wyraźnym płatem przednim z 14–35 kuspulami w kącie wewnętrzno-nasadowym. Kształt sternum jest owalny, a tylny punkt przyczepu mięśni (sigilla) umieszczony jest na nim brzeżnie.
Odnóża pierwszej i drugiej pary nadstopia ze skopulami na całej długości, podczas gdy w przypadku pary trzeciej i czwartej skopule występują w odsiebnych ¾–½ nadstopii. Skopule na wszystkich stopach są niepodzielone, co odróżnia długoprzędki od malców. Na stopach ostatniej pary występuje podłużne pasmo rzadkich szczecinek, które nie dzieli jednak skopuli. Na stopach pary trzeciej u młodych samic występować może podobne, niedzielące skopuli pasmo. Trichobotria maczugowate rozmieszczone są wzdłuż całej długości stóp w dwóch równoległych szeregach. Wszystkie stopy pozbawione są kolców, mają dobrze wykształcone przypazurkowe kępki włosków, bezzębne pazurki górne i pozbawione są pazurków dolnych.

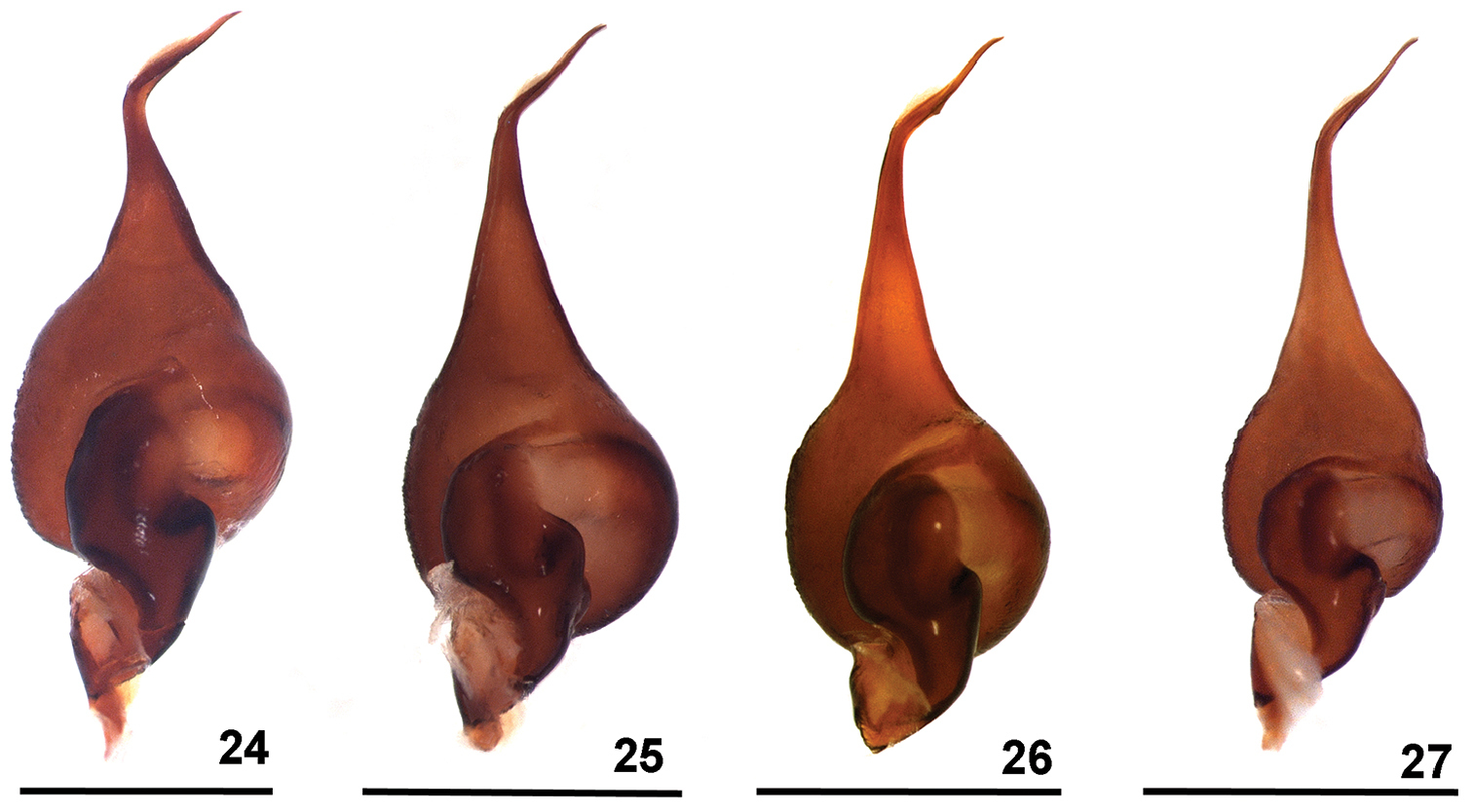
Bulbusy samców różnych gatunków długoprzędek. 24: D. mottai, 25: D. bolivianum, 26: D. camargorum, 27: D. camargorum

Opistosoma cechuje się bardzo krótkimi, jednoczłonowymi kądziołkami przędnymi pary tylno-środkowej oraz trójczłonowymi kądziołkami przędnymi pary tylno-bocznej o palcowatym członie wierzchołkowym. Brak jest na niej włosków drażniących.
Genitalia samicy mają parzyste, zwykle dłuższe niż szersze zbiorniki nasienne, odróżniające się od tych u Catumiri obecnością licznych płatowatych zakończeń (termini). Nogogłaszczki samca mają dłuższe niż szersze, dwupłatowe cymbium. Apofyza ich goleni podzielona jest na dwie dobrze wykształcone gałęzie, z których retrolateralna jest dłuższa. Bulbus wyposażony jest w prosty do lekko zakrzywionego embolus, na którym u części gatunków obecny jest mały kil przedwierzchołkowy.

## Ekologia i występowanie

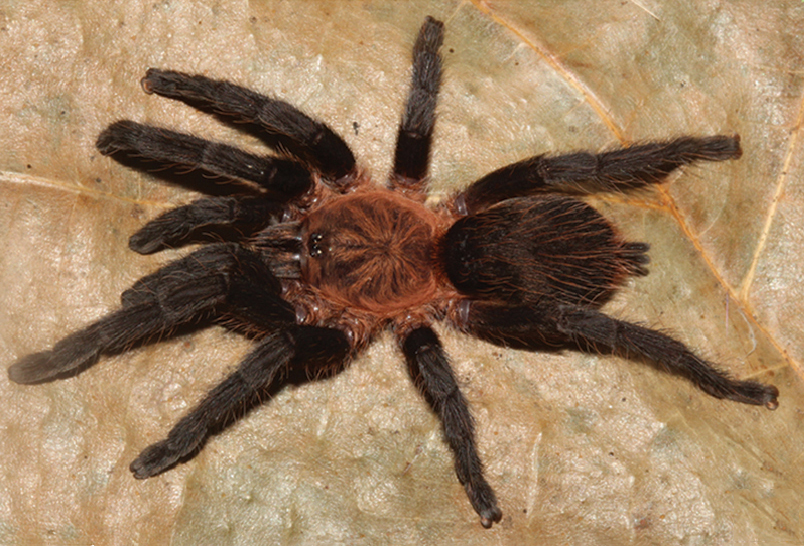
Samica długoprzędki czarnogłowej

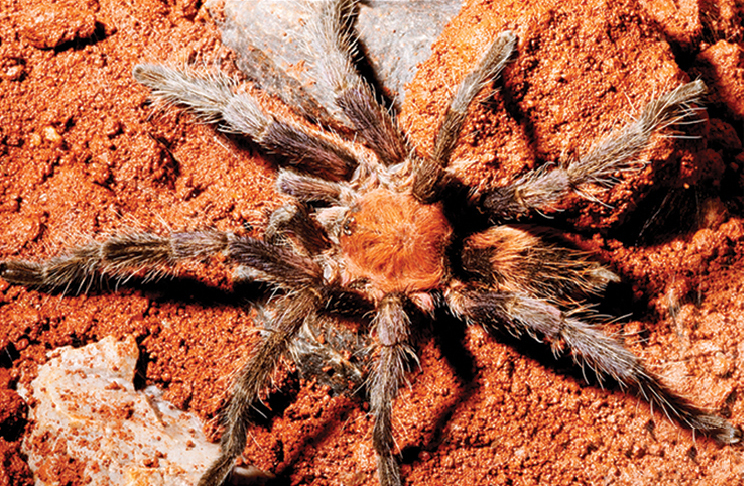
Samiec długoprzędki brazylijskiej

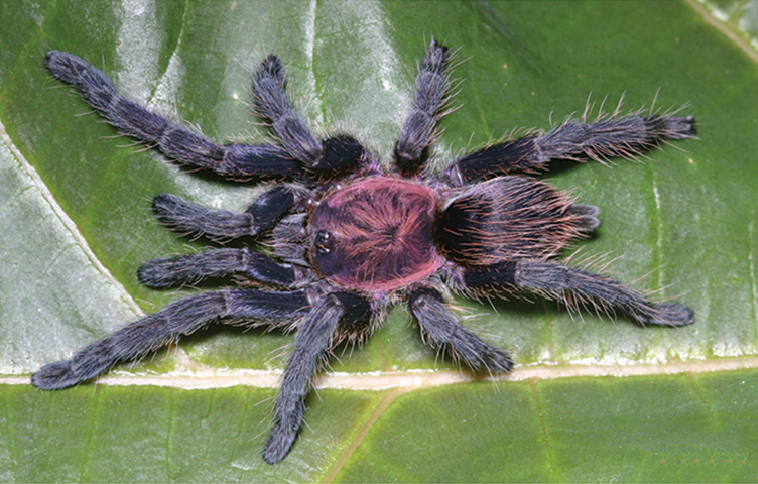
Samica długoprzędki brazylijskiej

Rodzaj neotropikalny, znany ze środkowej Boliwii i Brazylii. Ma największy zasięg geograficzny spośród wszystkich rodzajów podrodziny Ischnocolinae. Występuje w ekoregionach Amazonii, Mata Atlântica, Cerrado i Caatinga. W środkowobrazylijskim paśmie Espinhaço współwystępują sympatrycznie aż trzy jego gatunki.

## Taksonomia
Takson ten wprowadził w 1923 roku Cândido Firmino de Mello-Leitão, gatunkiem typowym wyznaczając D. exilis. W tej samej publikacji opisał rodzaj Goniodontium, który w 1985 roku zsynonimizowany został przez Roberta Johna Ravena z rodzajem Hapalotremus. W 1924 roku Jehan Albert Vellard wprowadził rodzaj Oligoxystre, wyznaczając jego gatunkiem typowym O. auratum. Rewizji tego rodzaju dokonał w 2007 roku José Paulo Leite Guadanucci wyróżniając w jego obrębie kilka nowych gatunków i synonimizując z nim rodzaj Pseudoligoxystre, wprowadzony w 2001 roku przez Fabiana Vola. W 2015 roku Sylvia Marlene Lucas i Rafael Prezzi Indicatti zsynonimizowali Goniodontium oraz Oligoxystre z Dolichothele.
Do rodzaju tego zalicza się 10 opisanych gatunków:
- Dolichothele auratum (Vellard, 1924) – długoprzędka złocona
- Dolichothele bolivianum (Vol, 2001) – długoprzędka boliwijska
- Dolichothele camargorum Revollo, da Silva et Bertani, 2017 – długoprzędka czarnogłowa
- Dolichothele diamantinensis (Bertani, Santos et Righi, 2009) – długoprzędka diamentowa
- Dolichothele dominguense (Guadanucci, 2007) – długoprzędka brunatna
- Dolichothele exilis Mello-Leitão, 1923 – długoprzędka delikatna
- Dolichothele mineirum (Guadanucci, 2011) – długoprzędka jaskrawa
- Dolichothele mottai Revollo, da Silva et Bertani, 2017 – długoprzędka brazylijska
- Dolichothele rufoniger (Guadanucci, 2007) – długoprzędka rudoczarna
- Dolichothele tucuruiense (Guadanucci, 2007) – długoprzędka bruzdowata